# Sean Lake
Pour les articles homonymes, voir Lake.
Sean Lake, né le 6 décembre 1991 à Whyalla, est un sportif australien. D'abord rameur, il se spécialise par la suite dans le cyclisme sur route. Il est notamment quadruple champion d'Océanie de cyclisme (course en ligne et contre-la-montre) en 2016 et 2017.

## Biographie
Jusqu'en 2013, Sean Lake pratique l'aviron en sport de compétition. Il participe notamment aux mondiaux des moins de 23 ans en 2012 (sixième place en quatre sans barreur poids léger). En 2013, il se classe par deux fois dans le top 10 d'une manche de Coupe du monde (deux de couple poids léger).
En 2014, il change de discipline pour se mettre au cyclisme. Il remporte ses premières victoires sur le circuit national australien en 2014 et 2015.
En début de saison 2016, alors qu'il a rejoint l'équipe Avanti IsoWhey Sports, il se classe troisième du championnat d'Australie du contre-la-montre. Il prend part ensuite avec l'équipe nationale au Tour Down Under, sa première course World Tour. Il s'échappe lors de la première étape et porte le maillot de leader du classement de la montagne durant une étape.

## Palmarès
- 2014
  - Grafton to Inverell Classic
- 2015
  - 1re étape du Tour de Tasmanie
  - 1re étape du Tour de Bright (contre-la-montre)
  - Grafton to Inverell Classic
- 2016
  - UCI Oceania Tour
  -  Champion d'Océanie sur route
  -  Champion d'Océanie du contre-la-montre
  - 3e du championnat d'Australie du contre-la-montre
- 2017
  -  Champion d'Océanie sur route
  -  Champion d'Océanie du contre-la-montre
  - 2e du Tour of the King Valley
- 2018
  -  Médaillé d'argent du championnat d'Océanie du contre-la-montre

## Classements mondiaux
| Année                                 | 2016 | 2017 | 2018 |
| ------------------------------------- | ---- | ---- | ---- |
| Classement mondial                    | 200e | 386e | 859e |
| UCI Oceania Tour                      | 1er  | 4e   | 16e  |
|                                       |      |      |      |
| Légende : nc = non classéSource : UCI |      |      |      |